# Nøgenfrøede
Nøgenfrøede (Gymnospermae) eller gymnospermer er de beslægtede planter, som oftest har frø, som udvikler sig på et åbent blad, modsat de dækfrøede, som gemmer frøene i en kapsel.
Nogen pæoner kan dog godt glemme at lukke kapslen uden dog at planten er nøgenfrøet, og flere slægter af nåletræer har udviklet noget som svarer til en kapsel eller frugtkød, uden at de af den grund er blevet dækfrøede.
- Nøgenfrøede (Gymnospermae)
  - Tempeltræ-rækken (Ginkgophyta)
  - Nåletræ-rækken (Pinophyta)
  - Koglepalme-rækken (Cycadophyta)
  - Gnetophyta – har også været placeret i en egen overrække Chlamydospermae

| Botanik | Spire Denne botanikartikel er en spire som bør udbygges. Du er velkommen til at hjælpe Wikipedia ved at udvide den. |